# Мури
Мури (нем. Muri AG) — коммуна в Швейцарии, окружной центр, находится в кантоне Аргау.
Входит в состав округа Мури.  Население составляет 6670 человек (на 31 декабря 2007 года). Официальный код  —  4236.

## Демография
| Численность населения | Численность населения | Численность населения |
| Год                   | Жителей               | Изменение             |
| --------------------- | --------------------- | --------------------- |
| 1755                  | 1158                  | -                     |
| 1803                  | 1473                  | +27.2%                |
| 1850                  | 1929                  | +30.9%                |
| 1900                  | 2073                  | +7.5%                 |
| 1930                  | 3130                  | +50.9%                |
| 1950                  | 3680                  | +17.6%                |
| 1960                  | 3957                  | +7.5%                 |
| 1970                  | 4853                  | +22.6%                |
| 1980                  | 5399                  | +11.2%                |
| 1990                  | 6009                  | +11.3%                |
| 2000                  | 6545                  | +8.9%                 |

## Фотографии

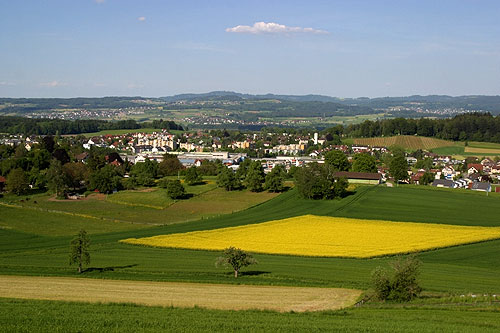
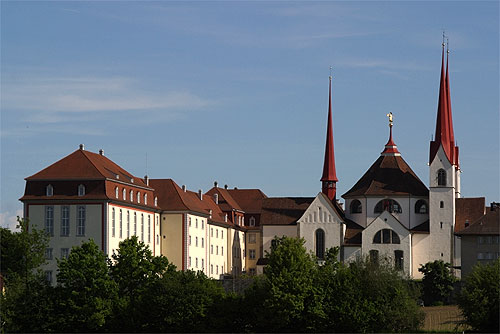
Монастырь
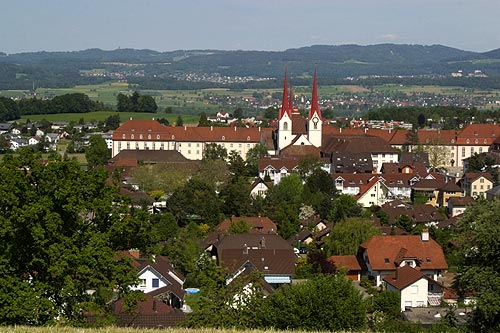
Монастырь

## Экономика
В Мури около 3800 рабочих мест, из них 5% в сельском хозяйстве, 40% в промышленности и 55% в сфере услуг. Большинство работодателей – это малые и средние предприятия.
Основными производственными секторами в Мури являются металлургия, химическая промышленность, производство пластмасс, производство фруктовых соков и производства оборудования (Robatech и другие), прецизионных инструментов и электронного оборудования.